# 日本国憲法第38条
日本国憲法 第38条（にほんこく（にっぽんこく）けんぽう だい38じょう）は、日本国憲法の第3章にある条文で、黙秘権等について規定している。

## 条文
日本国憲法、e-Gov法令検索。

第三十八条
1. 何人も、自己に不利益な供述を強要されない。
2. 強制、拷問若しくは脅迫による自白又は不当に長く抑留若しくは拘禁された後の自白は、これを証拠とすることができない。
3. 何人も、自己に不利益な唯一の証拠が本人の自白である場合には、有罪とされ、又は刑罰を科せられない。

## 解説
1項は黙秘権（自己負罪拒否特権）を規定したもので、2項は自白法則、3項は補強法則を規定している。
1項　被疑者・刑事被告人および各種の証人に対して、不利益な供述（刑罰又はより重い刑罰を科される根拠となる事実の供述）を避けた場合、処罰その他法律上の不利益を与えることを禁ずる。
　　刑訴法は、被疑者及び被告人にたいしていわゆる黙秘権を保証している（刑訴法198条2項、291条3項）
2項　被疑者・被告人の行った任意性のない自白の証拠能力を否定する原則（自白排除の法則）。
3項　任意性のある自白でも、これを補強する証拠が別にないかぎり、有罪の証拠とすることが出来ない旨の「補強証拠の法則」をうたい、1項の趣旨を確保する手立てを講じている。
＊「自白の補強証拠の法則」：自白だけで裁判官が確信を得た場合でも、補強証拠が必要とされる原則（刑訴法319条2項）

## 沿革

### 大日本帝国憲法
なし

### GHQ草案
「GHQ草案」、国立国会図書館「日本国憲法の誕生」。

#### 日本語
第三十八条
何人モ自己ニ不利益ナル証言ヲ為スコトヲ強要セラレサルヘシ
自白ハ強制、拷問若ハ脅迫ノ下ニ為サレ又ハ長期ニ亘ル逮捕若ハ拘留ノ後ニ為サレタルトキハ証拠トシテ許容セラレサルヘシ
何人モ其ノ為ニ不利益ナル唯一ノ証拠カ其ノ自白ナル場合ニハ有罪ト決定又ハ処罰セラレサルヘシ

#### 英語
Article XXXVIII.
No person shall be compelled to testify against himself.
No confession shall be admitted in evidence if made under compulsion, torture or threat, or after prolonged arrest or detention.
No person shall be convicted or punished in cases where the only proof against him is his own confession.

### 憲法改正草案要綱
「憲法改正草案要綱」、国立国会図書館「日本国憲法の誕生」。

第三十四
何人ト雖モ自己ニ不利益ナル証言ヲ強要セラレザルコト
強制、拷問若ハ脅迫ノ下ニ又ハ長期ノ逮捕若ハ拘禁ノ後ニ為シタル自白ハ之ヲ証拠ト為スヲ得ザルコト
何人ト雖モ自己ニ不利益ナル唯一ノ証拠ガ本人ノ自白ナル場合ニ於テハ有罪トセラレ又ハ処罰セラルベキコトナカルベキコト

### 憲法改正草案
「憲法改正草案」、国立国会図書館「日本国憲法の誕生」。

第三十五条
何人も、自己に不利益な供述を強要されない。
強制、拷問若しくは脅迫の下での自白又は不当に長く抑留若しくは拘禁された後の自白は、これを証拠とすることができない。
何人も、自己に不利益な唯一の証拠が本人の自白である場合には、有罪とされ、又は刑罰を科せられない。

## 歴史的背景
黙秘権の起源、イギリス法にその源を持っています。特に17世紀のイギリスにおいて、異端者や反逆者などが拷問を受け、自らに不利な証言を強要されるケースがあった。
このような不公正な取り調べ方法に対する反発が、黙秘権を含む被疑者の権利を守るための法的な基盤となった。
参考:前田朗「黙秘権と取調拒否権」 三一書房 2016年11月　

## 関連法令
刑事訴訟法第146条
何人も、自己が刑事訴追を受け、又は有罪判決を受ける虞のある証言を拒むことができる。

## 関連判例
- 強盗、住居侵入（最高裁判例 昭和23年6月23日）
「不當に長く抑留若しくは拘禁された後の自白」には、自白と不當に長い抑留又は拘禁との間に因果關係の存しないことが明かに認められる場合の自白を含まない。
- 有毒飲食物等取締令違法（最高裁判例 昭和23年11月17日）憲法31条、憲法37条1項、憲法38条、憲法76条3項
- 石井記者事件（最高裁判例 昭和27年8月6日）憲法21条
新聞記者は記事の取材源に関するという理由によつては、刑訴法上証言拒絶権を有しない。
- 自動車事故報告義務事件（最高裁判例 昭和37年5月2日）
道路交通取締法施行令の事故の内容の報告義務を定めた条文は憲法に違反しない。
- 旧軍用拳銃不法所持事件（最高裁判例 昭和45年11月25日）
- 川崎民商事件（最高裁判例 昭和47年11月22日）
- 所得税法違反被告事件（最高裁判例 昭和59年3月27日）憲法38条1項
国税犯則取締法上の質問調査の手続につき、同法に供述拒否権告知の規定がなく、また、犯則嫌疑者に対しあらかじめ右の告知がされなかつたからといつて、その質問調査の手続が憲法38条1項に違反するものとはいえない。
- 堺呼気検査拒否事件（最高裁判例 平成9年1月30日）
- 損害賠償（最高裁判例 平成11年3月24日））憲法34条前段、憲法37条3項、憲法38条1項、刑訴法39条3項
- 都立広尾病院事件（最高裁判例 平成16年4月13日）憲法38条1項
- 志布志事件 - 平成15(わ)217 公職選挙法違反被告事件 (PDF) （鹿児島地方裁判所 平成19年2月23日）
現金の供与及び受供与で起訴された被告人らにつき、捜査段階における自白の信用性が否定され、無罪が言い渡された事例。